# 前1710年代
| 千纪： | 前2千纪 |
| 世纪： | 前19世纪 \| 前18世纪 \| 前17世纪                                                                                     |
| 年代： | 前1740年代 \| 前1730年代 \| 前1720年代 \| 前1710年代 \| 前1700年代 \| 前1690年代 \| 前1680年代                       |
| 年份： | 前1719年 \| 前1718年 \| 前1717年 \| 前1716年 \| 前1715年 \| 前1714年 \| 前1713年 \| 前1712年 \| 前1711年 \| 前1710年 |

## 重要事件及趋势
- 前1712年，根据中年表，巴比伦国王萨姆苏·伊路那去世，阿比舒继任。
- 瑞姆辛一世成为中东城邦拉尔萨的统治者

## 重要人物
- 阿尼塔，赫梯国王
- 里姆什、阿辛努姆，亚述国王
- 萨姆苏·伊路那、阿比·埃苏赫，巴比伦国王。
- 瑞姆辛一世，拉尔萨国王。
- 泄，夏朝君主